# Waverly Hall
Waverly Hall è una città degli Stati Uniti d'America, situata in Georgia, nella Contea di Harris.